# Hit Mania Dance Estate 2022
Hit Mania Dance Estate 2022 New Talent è una compilation di artisti vari facente parte della serie Hit Mania, uscita nei negozi il 26 Luglio 2022.
Sono presenti 4 CD, tra questi troviamo il CD1: "Hit Mania Dance Estate 2022 - New Talent", CD2: "Hit Mania Dance Estate 2022 - New Talent Club Version", CD3: "Deep House Party 2022" e il CD4: "EDM Electronic Dance Music #14".
Quest'edizione torna ad includere insieme al box la rivista Hit Mania Magazine.
La compilation è stata mixata da Stefano Maggio & Max Milan.
La copertina è stata curata e progettata da Gorial.

## Tracce CD1
1. Valentino Favetta feat. Puro Beat - Follow Me
2. Rizzo DJ - Between Us
3. Neon - Personael
4. Luca Mollo & Notaris - I Was Wrong (Lex Ollom Remix Hm Version)
5. Andy Life - Benvenuti A Savona (Benvenuti In Liguria)
6. Mr. Animal feat. Ottavio Sirianni - Fighter
7. MC Groove, Cicco Dj & Xent - Come Into My Sicily
8. Korbe - Mon Amour
9. Andrea Verona & Lonmax - Summer Deep
10. Coppola, Catalano & Chef Furbio - Cryin' Out
11. Jacopo Galeazzi - Lemme See You Dance
12. Francesco D'Amico feat. Yaris - I Know You
13. Oscar B & Fabien Pizar feat. Steve - Stars (Radio Edit)
14. Dj Dabion & Amon Fly - Flamingo
15. Elisa Passi & DJ Zizzi - Love & Sex
16. DJ Beda & Enzo Saccone - Your Promise
17. Mr. Mara & Alessio La Profunda Melodia - Acaramelao
18. Nasini & Gariani feat. Walter R. - I Need Your Love
19. Angelo Ferreri & Max Millan - Escape
20. Missy Jay & Yared - Yeah!
21. Alex Natale - All I Need
22. Popsim & Kanduveda - Fall So Hard
23. DJFabius feat. Neon - Menealo
24. T&S - Every Time I See Your Smile

## Tracce CD2
1. Technician - Bad Spectrum
2. Athena Zeus - Crazy Party
3. Tool Steel - Come With Me
4. Dynamic Tools - The Spirit
5. Catalano & Fabio D'Andrea - Divide
6. DJ Skipper - Feel The Rhythm
7. Dynamic Tools - House Music Fan
8. Wonderful Sensation - Why Did You Always Ride
9. Liz Luna - Mistery
10. Tim Chambers - Put It On
11. MC Groove & Cicco Dj - Gonna Be Try
12. Jajo - My Bike
13. Infinity Lores - Shake
14. Infinity Lores - The Journey Of Life
15. Techno Habana - The Realm Concept
16. Fabio Match, Danny Barba Nera & Amon Fly - Discotec
17. Voodoo Babe - You Bring Me Down
18. Technician - Hum My Song
19. Dynamic Tools - You Are Here
20. Athena Zeus - Raw
21. Earl Nelson Jr. - The Beat
22. Perfect Street - Sentimentally For You
23. Tim Chambers - Slow
24. Tool Steel - Switch Around

## Tracce CD3
1. J.D. Robb - Guitar Trap
2. Crimson Sound - You Are Perfect Now
3. Brandom Lewis - Crazy City
4. Javi Record - Come On To The Party
5. Sandy - Fiesta Caliente
6. Rihanon Fergunson - Delirious Crowd
7. Kiro B. - Dance In The Pool
8. Cristian VR. - I Light
9. Star Man - Madness
10. Kamaya - Voices
11. Jude Stoeffler - Future
12. Alex Mcknotf - Lucky Day
13. Harris Michelle - 90 Degrees
14. Scandall - Fear
15. Lemony - Tutirutirutu

## Tracce CD4
1. Wonderful Sensations - I Don't Know
2. Rebel Youth - Make Me Blow
3. Techniciant - Hot vs Heat
4. Technician - Supercool
5. Earl Nelson Jr. - Promises
6. Crimson Sound - The Summer
7. Perfect Street - Natural Sex
8. Daimod - Stand Up Baby
9. Wonderful Sensations - Adrenaline
10. Crazy Stripes - Tell Me Girl
11. Alex Mcknotf - Iron Hands
12. Rebel Youth - Impossible
13. Black Wolf - A Lot Of Noise
14. Black Wolf - Unlock
15. Athena Zeus - Noise

## Curiosità
Il CD 3 nonostante sia il 14° volume di EDM Electronic Dance Music, sulla copertina è riportato come 16° volume, avendone quindi saltati due.